# SP Tre Penne
Az SP Tre Penne, teljes nevén Società Polisportiva Tre Penne egy San Marinó-i labdarúgócsapat, amelynek székhelye a San Marinó-i San Marino városában található. A klubot 1956-ban alapították, jelenleg az első osztályban szerepel.

## Sikerlista
Campionato Sammarinese di Calcio
- Bajnok (5): 2011–12, 2012–13, 2015–16, 2018–19, 2022–23

San Marinó-i Kupa
- Győztes (6): 1966–67, 1969–70, 1981–82, 1982–83, 1999–2000, 2016–17

San Marinó-i Szuperkupa
- Győztes (4): 2005, 2013, 2016, 2017

## A nemzetközi kupasorozatokban
| Szezon  | Kupasorozat      | Forduló                | Ellenfél        | Hazai pályán elért eredmény | Idegenben elért eredmény | Összesített eredmény |  |
| ------- | ---------------- | ---------------------- | --------------- | --------------------------- | ------------------------ | -------------------- |  |
| 2010–11 | Európa-liga      | 2. selejtezőkör        | Zrinjski Mostar | 2–9                         | 1–4                      | 3–13                 |  |
| 2011–12 | Európa-liga      | 1. selejtezőkör        | Rad             | 1–3                         | 0–6                      | 1–9                  |  |
| 2012–13 | Bajnokok Ligája  | 1. selejtezőkör        | F91 Dudelange   | 0–4                         | 0–7                      | 0–11                 |  |
| 2013–14 | Bajnokok Ligája  | 1. selejtezőkör        | Sirak Gjumri    | 1–0                         | 0–3                      | 1–3                  |  |
| 2016–17 | Bajnokok Ligája  | 1. selejtezőkör        | The New Saints  | 0–3                         | 1–2                      | 1–5                  |  |
| 2017–18 | Európa-liga      | 1. selejtezőkör        | Rabotnicski     | 0–6                         | 0–1                      | 0–7                  |  |
| 2019–20 | Bajnokok Ligája  | előselejtező, elődöntő | Santa Coloma    | 0–1                         | —                        | 0–1                  |  |
| 2019–20 | Európa-liga      | 2. selejtezőkör        | Sūduva          | 0–5                         | 0–5                      | 0–10                 |  |
| 2020–21 | Európa-liga      | előselejtező           | Gjilani         | 1–3                         | —                        | 1–3                  |  |
| 2021–22 | Bajnokok Ligája  | 1. selejtezőkör        | Dinamo Batumi   | 0–4                         | 0–3                      | 0–7                  |  |
| 2022–23 | Bajnokok Ligája  | 1. selejtezőkör        | Tuzla City      | 0–2                         | 0–6                      | 0–8                  |  |
| 2023–24 | Bajnokok Ligája  | előselejtező, elődöntő | Breiðablik      | 1–7                         | —                        | 1–7                  |  |
| 2023–24 | Konferencia Liga | 2. selejtezőkör        | Valmiera        | 0–3                         | 0–7                      | 0–10                 |  |
| 2024–25 | Konferencia Liga | 1. selejtezőkör        | Floriana        | 1–1                         | 1–3                      | 2–4                  |  |

## Külső hivatkozások
- Hivatalos weboldal
- FSGC Archiválva 2012. december 24-i dátummal az Archive.is-en
- EUFO.DE